# Vénéon

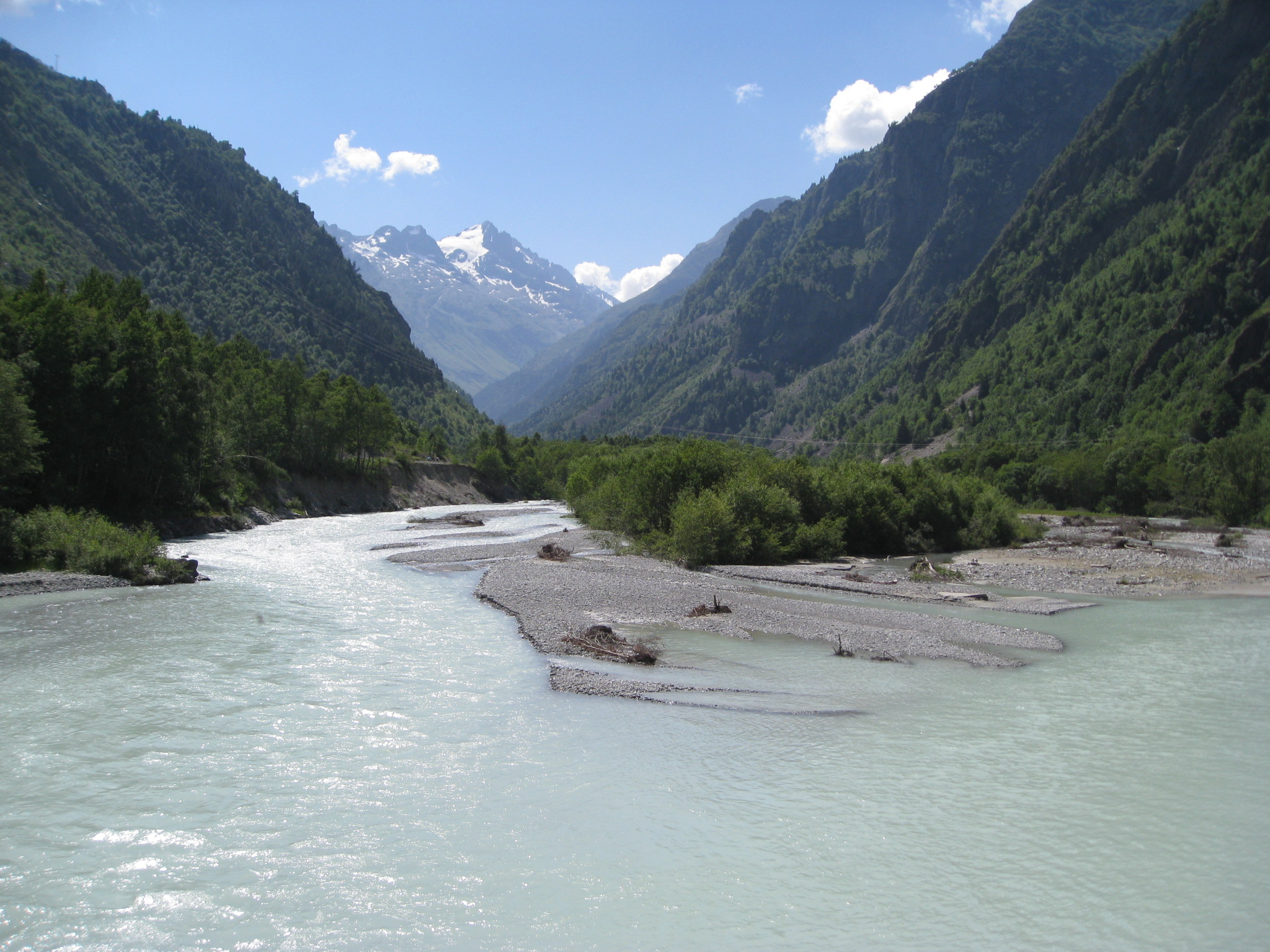
Dolina Vénéon koło Vénosc

Vénéon (fr. le Vénéon) – krótka, obfita w wodę rzeka w grupie górskiej Écrins we francuskich Alpach, lewobrzeżny dopływ Romanche. Długość 33,5 km. Powierzchnia dorzecza 316 km². Cały bieg w granicach departamentu Isère w regionie Owernia-Rodan-Alpy. Przepływa kolejno przez miejscowości: Saint-Christophe-en-Oisans, Vénosc, Auris i Le Bourg-d'Oisans. Reżim rzeczny śnieżno-lodowcowy. Jej dolina wraz z dolinami jej dopływów tworzy mikroregion zwany Doliną Vénéon.
Za źródło rzeki uznawany jest ciek wodny, wypływający na wysokości ok. 2270 m n.p.m. spod lodowca Pilatte, na północnych zboczach Les Bans. Spływa ona generalnie w kierunku północno-zachodnim i zachodnim, tworząc jedną z najbardziej alpejskich dolin całej grupy Écrins. W otoczeniu doliny rzeki i jej dopływów znajduje się większość spośród najwyższych i najbardziej znanych szczytów grupy, w tym najwyższa Barre des Écrins (4102 m n.p.m.), la Meije (2983 m n.p.m.), Ailefroide (3953 m n.p.m.), Les Bans czy Olan (3564 m n.p.m.). Nieco powyżej centrum miejscowości Le Bourg-d'Oisans, na wysokości 735 m n.p.m., uchodzi do Romanche.
Głównymi dopływami rzeki Vénéon są następujące cieki wodne: torrent des Étançons (w przysiółku La Bérarde, prawobrzeżny, dł. 8,1 km, spod południowych stoków la Meije), ruissau de la Muande (w osadzie Champhorent, lewobrzeżny, dł. 8,9 km, z zachodnich stoków les Rouies), torrent du Diable (w Saint-Christophe-en-Oisans, prawobrzeżny, dł. 9,8 km, z południowych stoków Le Râteau), ruisseau de la Pisse (nieco poniżej Saint-Christophe-en-Oisans, lewobrzeżny, dł. 7 km, z północnych stoków Pointe Swan). Wszystkie one mają swe początki w potokach, wypływających spod lodowców, odpowiednio: Glacier des Etançons, Glacier du Fond de la Muande, Glacier de la Selle i Glacier de Montagnon.
Źródłowy tok rzeki (po przysiółek La Bérarde), a także zdecydowana większość powierzchni dolin jej dopływów znajdują się w granicach Parku Narodowego Écrins.

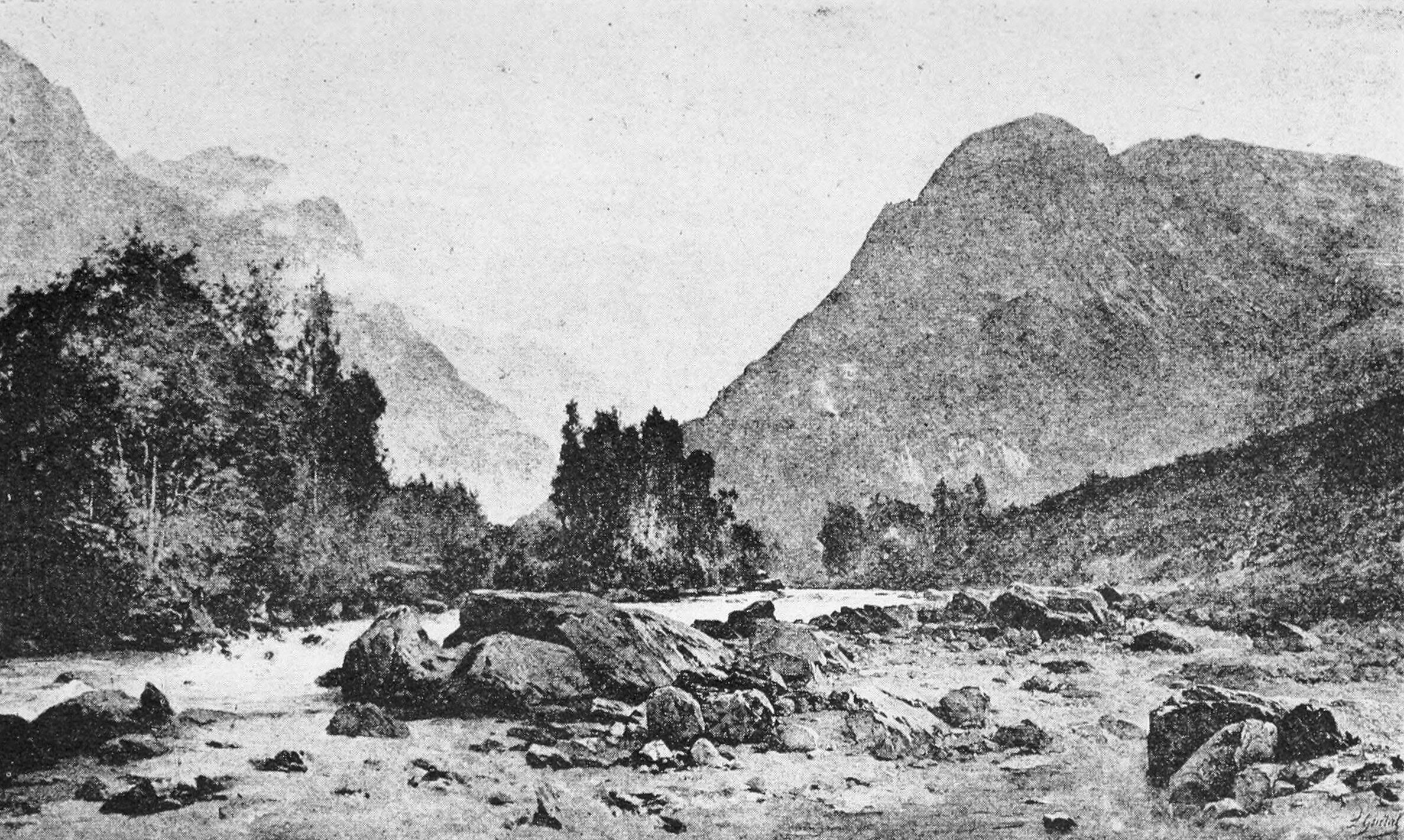
Dolina Vénéon w Bourg d'Aru na grafice Laurenta Guétala z 1891 r.
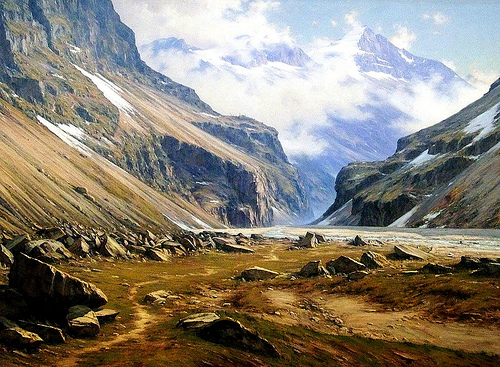
Dolina Vénéon na obrazie Charlesa Bertiera z 1900 r.